# Zygmunt-zuil

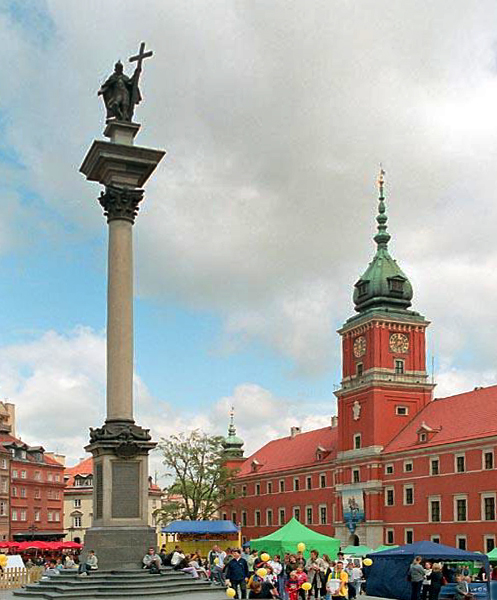
Zygmunt-zuil voor het Koninklijke Paleis

Zygmunt-zuil of Sigismundzuil (Pools: Kolumna Zygmunta), opgericht in 1644 en is een van de bekendste bouwwerken van de Poolse hoofdstad Warschau. De zuil en standbeeld herdenkt koning Sigismund III van Polen, die in 1596 de hoofdstad van Krakau naar Warschau verplaatste.

## Oorsprong en ontwerp
De zuil werd gebouwd tussen 1643 en 1644 op bevel van de zoon van Sigismund en opvolger, koning Wladislaus Wasa. Het werd door de Italiaanse architect Constantino Tencalla ontworpen en de beeldhouwer was Clemente Molli en gegoten door Daniel Tym. De Zygmunt-zuil was ontworpen naar Italiaanse model. In 1681 werd de zuil omgeven door een ijzeren hek. De marmeren zuil werd diverse malen in de opvolgende jaren gerenoveerd, belangrijk waren 1743, 1810, 1821 en 1828. In 1854 werd het monument omgeven met een fontein bestaande uit marmeren Tritons gebeeldhouwd door de Duitser August Kiss.
In 1863 werd de zuil gerenoveerd en tussen 1885 en 1887 vervangen door een zuil van graniet. Tussen 1927 en 1930 werd het monument opnieuw gerenoveerd naar zijn oorspronkelijk uiterlijk en de fontein en het hek werden verwijderd. Op 1 september 1944 tijdens de Opstand van Warschau werd de zuil door de Duitsers vernietigd. Na de oorlog werd het standbeeld gerestaureerd en in 1949 op de nieuwe zuil gezet, de zuil was gemaakt uit graniet uit de Strzegońmijn, een paar meter van de oorspronkelijke plek. De oorspronkelijke brokstukken van de zuil kan men bewonderen in het Koninklijk Paleis.
Het 22 meter hoge monument bestaat uit een 8.5 meter hoge Korinthische zuil van graniet, die op een sokkel rust en bekroond wordt door een 2,75 meter hoog bronzen beeld van de koning met een kruis in de linker- en een zwaard in de rechterhand.

## De inscriptie
Aan de kant van de Krakowskie Przedmieście is een plaquette aangebracht die de volgende woorden weergeeft:
HONORI·ET·PIETATI

SACRAM·STATVAM·HANC·SIGISMVNDO·III·VLADISLAVS·IV

NATURA·AMORE·GENIO·FILIVS

ELECTIONE·SERIE·FELICITATE·SVCCESSOR

VOTO·ANIMO·CVLTV·GRATVS

PATRI·PATRIAE·PARENTI·OPT: MER: ANNO·DNI·MDCXLIII
PONI·IVSSIT·CVI·IAM

GLORIA·TROPHEVM·POSTERITAS·GRATITVDInEM

AETERNITAS·MONVMENTVM·POSVIT·AVT·DEBET